# La regina Carlotta
La regina Carlotta (Queen Charlotte) è un romanzo della scrittrice americana Julia Quinn, scritto assieme a Shonda Rhimes. Il romanzo è stato pubblicato nel 2023, contemporaneamente alla miniserie televisiva sul personaggio, La regina Carlotta: Una storia di Bridgerton. Si tratta di un prequel della saga dei Bridgerton.

## Trama
Nel settembre del 1761 avviene l’incontro tra la giovane principessa tedesca Carlotta di Meclemburgo-Strelitz e re Giorgio III d’Inghilterra, sposatisi poche ore dopo essersi conosciuti. Carlotta, brillante, determinata e indipendente, si ritrova a dover affrontare le rigide convenzioni della Corte britannica e le difficoltà del suo nuovo ruolo, mentre il re nasconde un tormento che mette a rischio la stabilità della monarchia. In un percorso di crescita personale e affettiva, Carlotta impara a governare, a difendere se stessa e il suo matrimonio, diventando una figura centrale per il cambiamento della società e per il futuro del regno.

## Edizioni
- Julia Quinn, La regina Carlotta, Milano, Arnoldo Mondadori Editore, 9 maggio 2023, ISBN 9788804776697.